# ロックンチェイス
『ロックンチェイス』 (Lock 'n' Chase) は、データイーストが開発し1981年に稼働開始したアーケード用ドットイートゲーム。デコカセットシステムを使用している。北米ではタイトーが発売元となっている。

## 概要
主人公のルパンを操作し、銀行内（迷路）のコインを拾い集めていくドットイートゲーム。追いかけてくるポリスはそれぞれ性格が異なる。ルパンが通過した通路はシャッターを閉めることができるので警察官を足止めでき、シャッターで警察官を閉じ込めることもできるが、自分の逃げ道をシャッターで塞いでしまうこともあるので注意が必要である。画面中央にダイヤが出現することがあり、それを取るとしばらく無敵になって警察官を弾き飛ばすことができる。たとえるならば「ケイドロ版パックマン」といったところである。
1982年にAtari 2600およびインテレビジョンに移植された他、1983年にApple II、1990年にゲームボーイに移植された。ゲームボーイ版は2011年にニンテンドー3DS用ソフトとしてバーチャルコンソールにて配信された。

## 移植版
| No. | タイトル                  | 発売日                         | 対応機種                                                 | 開発元         | 発売元                    | メディア                              | 型式               | 備考                 |
| --- | ------------------------- | ------------------------------ | -------------------------------------------------------- | -------------- | ------------------------- | ------------------------------------- | ------------------ | -------------------- |
| 1   | Lock 'n' Chase            | 1982年                         | Atari 2600 インテレビジョン                              | マテル         | マテル                    | ロムカセット                          | A26:MT5663 IV:5637 |                      |
| 2   | Lock 'n' Chase            | 1983年                         | Apple II                                                 | マテル         | マテル                    | フロッピーディスク                    | -                  |                      |
| 3   | ロックンチェイス          | 1990年5月11日 1990年7月 1990年 | ゲームボーイ                                             | データイースト | データイースト サンソフト | 512キロビットロムカセット             | DMG-LCA DMG-LC-USA |                      |
| 4   | Data East Arcade Classics | 2010年2月19日                  | Wii                                                      | G1M2           | マジェスコ                | Wii用12cm光ディスク                   | -                  |                      |
| 5   | Lock 'n' Chase            | 2010年6月8日                   | PlayStation 3 PlayStation Portable (PlayStation Network) | データイースト | G1M2                      | ダウンロード (PlayStation minis)      | NPUZ-00085         |                      |
| 6   | ロックンチェイス          | 2011年11月2日 2011年12月1日    | ニンテンドー3DS                                          | データイースト | ジー・モード              | ダウンロード （バーチャルコンソール） | -                  | ゲームボーイ版の移植 |

ゲームボーイ版
- アレンジが加えられており、1ステージ3面構成で全6ステージ。ステージクリア時にはスロットマシンのボーナスステージがあり、残機を増やせる（ステージ途中で拾ったダイヤの数だけスロットを回せる）[1]。

## スタッフ
ゲームボーイ版
- プログラム：Y.NAKAMURA、FUKUCHAN、SEYZI
- ディレクター：TOMOCHAN
- サウンド：酒井省吾、三浦孝史、高濱祐輔、鈴木雄司
- グラフィック：YAMACHAN
- ゲーム・プラン：N.NAKAZAWA
- プロデューサー：A.KAWAI、Y.NAKAMURA
- スペシャル・サンクス：MISS HONDA、MISS HIRANE

## 評価
ゲームボーイ版
- ゲーム誌『ファミコン通信』の「クロスレビュー」では、合計23点となっている[5]。

- ゲーム誌『ファミリーコンピュータMagazine』の読者投票による「ゲーム通信簿」での評価は以下の通り17.29点（満30点）となっている[2]。

| 項目 | キャラクタ | 音楽 | 操作性 | 熱中度 | お買得度 | オリジナリティ | 総合  |
| 得点 | 3.17       | 2.86 | 2.90   | 2.86   | 2.86     | 2.64           | 17.29 |